# Wspólnota administracyjna Giebelstadt
Wspólnota administracyjna Giebelstadt – wspólnota administracyjna (niem. Verwaltungsgemeinschaft) w Niemczech, w kraju związkowym Bawaria, w rejencji Dolna Frankonia, w regionie Würzburg, w powiecie Würzburg. Siedziba wspólnoty znajduje się w miejscowości Giebelstadt. Jej przewodniczącym jest Edwin Gramlich.
Wspólnota administracyjna zrzesza dwie gminy targowe (Markt): 
- Bütthard, gmina targowa, 1 272 mieszkańców, 36,26 km²
- Giebelstadt, gmina targowa, 5 031 mieszkańców, 48,06 km²